# 無敵珊寶妹
《無敵珊寶妹》（英文：Woody Sambo，曾暫名《我愛三寶妹》、《我愛珊寶妹》）是2008年三立華人電視劇週日十點檔系列的第十八部作品。全劇共19集。由三立電視製作、台視主頻道與三立都會台共同播出。故事講述一段賣三寶飯的女生和天香樓小開之間的愛情故事，以港式燒味為題材，加入了部份粤語對白。由張棟樑、郭采潔和邱澤領銜主演。
故事部份內容銜接自《命中注定我愛你》。在2008年8月24日緊接《命中注定我愛你》結局後播出，開播創下台灣偶像劇首播最高平均收視7.25及分段收視10.57，打破了同樣由張棟樑主演的《微笑Pasta》所保持的開播最高收視紀錄 。接檔《命中注定我愛你》。

## 播出時間
以下時間以當地時間（台灣時間）為準

### 台灣
- 首播：
  - 台視主頻道於2008年8月24日起，每星期日22:00播出。8月24日首集緊接著命中注定我愛你結局，於22:30播出。
  - 三立都會台於2008年8月30日起，每週六21:00播出。
- 重播：
  - 台視主頻道於2008年8月31日起，每週日13:00播出。
  - 三立都會台於2008年9月6日起，每週日13:00播出。
  - 三立都會台於2009年7月21日起，每週一至週五20:00播出。（第二次重播）
  - 三立都會台於2009年7月22日起，每週一至週五24:00播出。
  - 三立都會台於2009年7月22日起，每週一至週五13:00播出。

### 香港
- 無綫劇集台於2009年2月1日起，每星期日19:30播出兩集。

### 中國大陸
- 華娛衛視於2009年2月18日起，每週一至週五19:00播出兩集。

### 美國
- KSCI於2010年2月9日起，每週一至週五12:00播出。

## 故事大綱
天香樓的員工大咖和小咖以權謀私，被老闆孫逸群辭退，心生怨恨，把孫逸群和他兒子孫無敵綁架起來。孫氏父子一直拒絕吃下大咖和小咖購買的三寶飯，堅持只有天香樓的三寶飯才會吃。大咖和小咖的目的只是為了錢，於是大咖決定購買第三十個三寶飯。孫氏父子趁機逃出，孫逸群把兒子塞在油桶內，推往河流，之後自己也以同樣方式逃去。胡珊寶正追求阿明，為他做三寶飯，希望他能快點長高長大，不再做矮子。可是，阿明卻不領情。後來，胡珊寶聽到河流附近有聲音，把在油桶內的孫無敵救起。孫無敵把胡珊寶所做的三寶飯吃了，認為是最美味的三寶飯。

## 演員陣容

### 主要演員
| 演員   | 角色   | 香港配音 | 暱稱/關係/介紹 | 登場集數        |
| 郭采潔 | 胡珊寶 | 楊善諭   | 珊寶妹，平胸鬼，小紅帽 胡廣之女，胡大刀之妹，孫無敵之老婆。在廣記燒臘店賣三寶飯的女生，但十分討厭身上的叉燒味。擁有二頭肌，大力無窮。一直對唯青進行追求，但未有成果。 | 全劇            |
| 鄭禹瑄 | 胡珊寶 | 楊善諭   | 幼年胡珊寶，追求小阿明，為他做三寶飯，但被拒。後來，救出在桶內的無敵，把該盒三寶飯給無敵吃。 | 1,10,18-19      |
| 張棟樑 | 孫無敵 | 陳廷軒   | 無敵，花貨，公阿騎士 天香樓小開，《無敵與你的美食約會》節目主持，珊寶之老公。「奶油小生」，受到女性的歡迎。是一名美食鑑賞家，但著重於外表打扮，十分驕傲自負。 | 全劇            |
| 王岳棠 | 孫無敵 |          | 幼年孫無敵，與父親被綁架，被珊寶所救，愛上吃三寶飯。 | 1,6,10,17-19    |
| 邱澤   | 趙唯青 | 蘇強文   | 唯青，噴火龍 天晴之父，若藍之夫，鐵板燒師傅。在24歲時家中失火，妻子若藍因天香樓貨物阻擋防火通道，消防車無法及時進現場滅火而葬身火海，只剩下左臉被燒傷的女兒天晴。性格變得冷酷無情，只在乎錢及復仇。因大火事件仇視孫無敵。是在店內師奶們迷戀的廚師，對於珊寶的追求卻置若罔聞。 | 全劇            |
| 洪小鈴 | 紀祖安 | 張頌欣   | 祖安 大偉之女，天香樓公關經理，無敵之前女友。與無敵交往五年，深愛著無敵。因为被她爸爸骗去美国而导致天香楼被她爸爸抢夺了，片尾暗示了孫無敵和胡珊寶結婚兩年後紀祖安與胡大刀有交往。                                                                                             | 1-2,4-5,7,14-17 |
| 黃一飛 | 胡廣   | 葉振聲   | 阿廣師，廣師傅 珊寶、大刀之父，廣記燒臘店老闆。精通港式料理，手持號稱「屠龍刀」的菜刀。與妻子創立廣記燒臘店，用情很深，亦曾與孫逸群有一面之緣。對於做菜，堅持用木生火，利用木之香味融入菜內。                                                                                 | 全劇            |
| 關勇   | 紀大偉 | 張炳強   | 紀總 天香樓總經理，祖安之父。利用祖安和孫無敵的关系把印章骗到手，而成为了天香楼新的主人。后来因为孫無敵他们发现了真相而把股权转让给了趙唯青。與孫無敵的爸爸是好朋友，受孫無敵的母親臨終前所託，輔佐孫無敵管理天香樓。                                                         | 1-8,13-17       |

### 其他演員
| 演員   | 角色   | 暱稱/關係/介紹 | 登場集數           | 香港配音 |
| 梁赫群 | 胡大刀 | 大刀 胡廣之子，珊寶之兄。外表與過世的母親相似。十分支持胡珊寶，經常為她揹黑鍋。興趣是裁縫，希望當上服裝設計師，對於燒臘店並沒有興趣。片尾暗示了孫無敵和胡珊寶結婚兩年後紀祖安與胡大刀有交往。    | 全劇               | 伍博民   |
| 鍾欣凌 | 痴心姐 | 活豬油，豬扒包 廣記燒臘店的會計。是胡珊寶的傾訴對象。經常與瀟灑哥鬥嘴。孫無敵的粉絲。 | 全劇               | 黃鳳英   |
| 張兆志 | 瀟灑哥 | 小臘腸 廣記燒臘店的夥計。從廣東偷渡過台灣，受胡廣收留。操一口港普。 | 全劇               | 馮錦堂   |
| 趙正平 | 大咖   | 天香樓員工，綁匪。紀總和王爺的徒子徒孫。繼承父業，綁架孫無敵和胡珊寶的綁匪。幫助孫無敵重新振作。                                                                                                 | 3,5,9-11           |          |
| 林智賢 | 小咖   | 天香樓員工，綁匪。紀總和王爺的徒子徒孫。繼承父業，綁架孫無敵和胡珊寶的綁匪。幫助孫無敵重新振作。                                                                                                 | 3,5,9-11           |          |
| 陶傳正 | 王爺   | 天香樓大廚。天香樓資深員工，被孫無敵無端開除。後在東港擺麵攤，仍然試圖幫助孫無敵取得頂級黑鮪魚以迎戰「八國聯軍」。                                                                               | 1,6-7              |          |
| 程伯仁 | 阿貴   | 天香樓二廚。紀總的親信。 | 1-9,11,13,15-17    | 雷霆     |
| 大 炳  | 阿牆   | 牆頭草 孫無敵的助理。沒有主見。十分八卦，幾乎無所不知。 | 1-8,11-12,14,16-19 | 李錦綸   |
| 陳漢典 | 凱文   | 大體化妝師。原本想當明星化妝師，卻當了大體化妝師。與唯青是高中死黨，感情非常好，兩人有著像家人般的兄弟情感，當初唯青的妻子(若藍)去世時，也是凱文幫忙處理後事。                                   | 2,5,11-12          |          |
| 鄧筠庭 | 趙天晴 | 天晴，費歐納公主 唯青和若藍之女。因為4歲時的大火導致顏面燒燙傷嚴重，寄託在燒燙傷中心，個性如其名，像晴天一樣燦爛，一個甜甜的微笑就能一掃唯青心中的陰霾，總是叫唯青噴火龍，保護她這個費歐納公主。 | 2,5,7,9-19         | 張頌欣   |

### 特別演出
| 演員          | 角色            | 關係/介紹                                                              | 簡介 | 登場集數        | 香港配音 |
| 張棟樑        | 孫逸群          | 孫無敵之父                                                             | 為兒子起名為「無敵」，教導他不要相信其他人。與兒子被綁架，後來失蹤。期間因喪失記憶，坐牢二十餘年，最後回到台北，化名為劉德華，與孫無敵進行一場PK對決。曾與胡廣有一面之緣。 | 1,6,9-10,17-19  | 陳廷軒   |
| 趙正平        | 綁匪            | 大喀之父                                                               | 綁架孫逸群和孫無敵(幼年)。 | 1,6             |          |
| 林智賢        | 綁匪            | 小喀之父                                                               | 綁架孫逸群和孫無敵(幼年)。 | 1,6             |          |
| 婕            | 師奶            | 理事長妻子                                                             | 愛帶小白臉到公共場所鬼混。包養趙唯青 | 1,3             |          |
| 傅顯皓        | 姚阿明 （幼年） |                                                                        | 個頭矮小，常被取笑。拒絕珊寶的追求。 | 1               |          |
| 傅顯皓        | 姚小明          | 姚阿明之子                                                             | | 11-13           |          |
| 唐從聖        | 姚阿明          | 姚小明之父                                                             | | 11-13           |          |
| 范瑞薔薇      | 馬莎            | 姚阿明再婚妻子                                                         | 越南籍，姚阿明原再婚對象 | 12-13           |          |
| 阮經天        | 紀存希          | 陳欣怡丈夫 纪念日之父                                                  | 存希、老公 以紀氏夫妻的身份（命中注定我愛你主角）之客串 | 1-2             | 黃啟昌   |
| 那維勳        | Anson           | 陳青霞丈夫                                                             | Anson、老公 以遊客的身份到恐怖燒臘店（命中注定我愛你配角）之客串 | 1               | 潘文柏   |
| 宋新妮        | 陳青霞          | Anson妻子                                                              | 青霞、老婆 以遊客的身份到恐怖燒臘店（命中注定我愛你配角）之客串 | 1               | 曾秀清   |
| 陳喬恩        | 陳欣怡          | 紀存希妻子 纪念日之母 石安娜情敌，后好友                               | 欣怡、老婆 以紀氏夫妻的身份（命中注定我愛你主角）之客串 | 2               | 曾佩儀   |
|               | 纪念日          | 纪存希、陈欣怡之子                                                     | 以纪氏夫妻之子的身份 | 2               |          |
| 白歆惠        | 石安娜          | 芭蕾舞者 紀存希前女友 陈欣怡情敌，后好友                               | Anna 以乳罩海报出场 | 2               |          |
| 艾 偉         | 理事長          | 師奶丈夫                                                               | 揭穿妻子與趙唯青在外鬼混 | 3               |          |
| Junior        | 造型師          |                                                                        | 為胡珊寶或孫無敵設計《無敵與你的美食約會》造型 | 4,16            |          |
| 何思潔        | 若藍            | 唯青之妻，天晴之母                                                     | 兩年前火災中逝世，後出現在唯青和天晴的記憶裡 | 5,7,12-13,17-18 | 沈小蘭   |
| 九 孔         | 阿爾            | 八國聯軍                                                               | 「八國聯軍」一員，代表法國，企圖侵占天香樓 | 5-8,16-19       | 翟耀輝   |
| 阿 龐         | 主持人          |                                                                        | 「TORO化不開料理大賽」主持 | 7               |          |
| 呂曼茵 王鏡冠 | 大雁夫妻        | 「TORO化不開料理大賽」蟬聯冠軍                                         | 7,16 |                 |          |
| 劉序浩        | 東方卜派        |                                                                        | 7 |                 |          |
| 李之勤        | 小攤老板        |                                                                        | 11 |                 |          |
| 單承矩        | 算命先生        | 地下道「鐵口直斷」似準非準的算命先生                                   | 14-15 |                 |          |
| 巴鈺          | 乘客            | 搭乘孫逸群（化名劉德華）所開計程車的客人，誤會孫逸群是通緝犯而嚇的逃跑 | 17 |                 |          |
| 狄志杰        | 節目主持人      | 「天香樓V.S八國聯軍」主持人                                            | 18-19 |                 |          |
| 孫藹暉        | Nancy           | 孫逸群女友                                                             | 孫逸群的精神治療師。孫逸群後來與她交往並且求婚。 | 19              |          |

## 主題曲、插曲
| 歌名       | 主唱           | 長度  | 類別       | 備註                       |
| ---------- | -------------- | ----- | ---------- | -------------------------- |
| 情花開     | 張棟樑         | 02:34 | 開頭曲     | 重新填詞                   |
| L.O.V.E    | 黃一飛、郭采潔 | 02:44 | 片尾曲     | 翻唱溫拿樂隊歌曲，重新填詞 |
| L.O.V.E    | 郭采潔         | 02:38 | 交換片尾曲 | 獨唱版                     |
| L.O.V.E    | 郭采潔         | 01:27 | 交換片尾曲 | 獨唱英文版                 |
| L.O.V.E    | 郭采潔         | 02:38 | 插曲       | 獨唱版                     |
| 不甘示弱   | 張棟樑         | 03:38 | 插曲       |                            |
| 笨的可以   | 郭采潔         | 04:29 | 插曲       |                            |
| 微不足道   | 邱澤           | 03:55 | 插曲       |                            |
| 誠實地想你 | 郭采潔         | 04:21 | 插曲       |                            |

## 動畫
該劇除了因平胸情節引起廣泛討論之外，片頭的回顧和片尾由可樂王所量身打造的動畫也是劇迷津津樂道之處。每週片頭的前情提要有許多不同特色的方式敘述前期精彩片段（如怪腔怪調的英文，惡搞《藍色蜘蛛網》，日本的《假面騎士》等等），片尾的動畫則開放給觀眾設計對白。從第十三集開始更新了片頭影片畫面。

## 收視率（台視）
| 播映日期       | 集數     | 平均收視率 | 收視排名 | 最高分段收視 | 最高分段收視時段 | 備註                                                       |
| 2008年8月24日  | 01       | 7.25       | 1        | 10.57        | 22:46-22:49      | 同時段收視第一，打破台灣偶像劇首播最高平均及最高分段收視。 |
| 2008年8月31日  | 02       | 4.81       | 1        | 5.37         | 23:00-23:03      |                                                            |
| 2008年9月7日   | 03       | 3.69       | 1        | 4.88         | 23:01-23:02      |                                                            |
| 2008年9月14日  | 04       | 3.53       | 1        | 4.87         | 22:34-22:37      |                                                            |
| 2008年9月21日  | 05       | 2.95       | 1        | 3.63         | 22:34-22:39      |                                                            |
| 2008年9月28日  | 06       | 3.96       | 1        | 5.27         | 22:46-22:52      |                                                            |
| 2008年10月5日  | 07       | 3.08       | 1        | 3.85         | 22:50-22:52      |                                                            |
| 2008年10月12日 | 08       | 2.87       | 1        | 3.94         | 22:45-22:48      |                                                            |
| 2008年10月19日 | 09       | 2.84       | 1        | 4.04         | 23:17-23:18      |                                                            |
| 2008年10月26日 | 10       | 2.52       | 2        | 3.02         | 22:46-22:48      |                                                            |
| 2008年11月2日  | 11       | 2.72       | 1        | 3.42         | 22:28-22:35      |                                                            |
| 2008年11月9日  | 12       | 2.93       | 1        | 3.61         | 22:30-22:37      |                                                            |
| 2008年11月16日 | 13       | 2.72       | 2        | 4.13         | 23:06-23:08      |                                                            |
| 2008年11月23日 | 14       | 2.39       | 1        |              |                  |                                                            |
| 2008年11月30日 | 15       | 2.20       | 2        | 3.27         | 22:40-22:41      |                                                            |
| 2008年12月7日  | 16       | 2.22       | 2        | 2.89         | 22:42-22:48      |                                                            |
| 2008年12月14日 | 17       | 2.33       | 1        | 3.26         | 22:34-22:36      |                                                            |
| 2008年12月21日 | 18       | 2.64       | 1        | 3.25         | 22:33-22:36      |                                                            |
| 2008年12月28日 | 19       | 3.48       | 1        | 4.52         | 22:30-22:33      | 完結篇                                                     |
| 收視平均       | 收視平均 | 3.22       | 1        |              |                  |                                                            |

同時段偶像劇：
- 華視：蜂蜜幸運草 - 不良笑花 - 王子看見二公主
- 中視：籃球火 - 我的億萬麵包

## 幕後花絮

### 命中注定最無敵
命中注定最無敵是《命中注定我愛你》第23、24貼及《無敵珊寶妹》第1、2盤的幕後花絮，緊接劇集播放後播出。除了劇中的幕後花絮外，還收錄了沒有剪進劇集內的片段，包括《命中注定我愛你》的古裝版劇情《薑王爺洗奇冤》及無敵珊寶妹《癡心姐長胸教室》。

### L.O.V.E 無敵珊寶妹
L.O.V.E 無敵珊寶妹是《無敵珊寶妹》第3至19盤的幕後花絮，緊接《無敵珊寶妹》第3至18盤播放後播出。內容包含了劇中漏網鏡頭及拍攝現場畫面，以及首播收視告捷現時直擊。

## 製作團隊
- 製作單位：聲色工場
- 製作人：廖健行
- 製作助理：劉幼娟、顔如吟、廖育賢
- 執行製作：陳基定
- 導演：劉俊傑
- 執行導演：陳嘉鴻
- 副導演：葉宛靈
- 場記：徐明菁、蘇美如
- 統籌：鄭美利
- 編劇：孫向妘、黃繼柔、陳炘怡、吳至偉、杜欣怡、陳虹潔
- 企劃：楊秉儒、林素如
- 策劃：謝欣恬
- 監製：陳玉珊、陳一俊、朱莉莉、胡佳君
- 數位行銷：張玉青、劉永祺、許戎菁
- 宣傳：劉立民、孫俊民
- 剪輯：顧正言
- 插畫：可樂王

## 節能減「嘆」健康操
節能減「嘆」健康操是一套由三立電視台創立的健康操，名字取自馬英九總統所提出的「節能減碳」。這套健康操請來劇中演員來跳。這些健康操影片在MSN台灣首播，在YouTube也能欣賞。更與KeyTalks （页面存档备份，存于）舉辦了「無敵珊寶妹，缺你不無敵」字幕亂入影片創作設計大賽，鼓勵Kuso或者自拍健康操影片。
節能減「嘆」健康操共有五個版本，分別是「景行廳男孩」趙正平、梁赫群和林智賢的《景行廳版》、張棟樑的《孫無敵版》、郭采潔的《胡珊寶版》、鍾欣凌、張兆志的《痴心瀟灑版》及張棟樑和郭采潔的《無敵珊寶版》。

## 爭議事件
由於《無敵珊寶妹》是緊接《命中注定我愛你》結局播出，《命中注定我愛你》的部份演員來客串。在網上輿論當中，認為收視率並非單靠《無敵珊寶妹》的實力。在預告當中，曾預告紀氏夫妻會在第一集客串，但卻只有紀存希和紀念日在第一集出現，而陳欣怡則被編排至第二集出現，引起爭議。

## 宣傳
- 2008年8月14日，《王牌大賤諜》來賓：郭采潔、張兆志、黃一飛、鍾欣凌、小飛、林智賢、陳一俊、孫向妘、黃繼柔
- 2008年8月19日，《無敵珊寶妹》企業試片會[6]
- 2008年8月22日，《無敵珊寶妹》試片會[7]
- 2008年8月21日，《王牌大賤諜》來賓：郭采潔、張棟樑、林智賢、趙正平、陳玉珊、林美秀、那維勳、白歆惠
- 2009年2月18日，華娛衛視《L.O.V.E無敵珊寶妹深圳見面會》

## 相關商品
「無敵珊寶妹」搶閱版在2008年8月14日出版，內容結合了劇情、角色、劇照、幕後花絮、改編漫畫和專訪。

## 大事件
- 2008年8月5日，《無敵珊寶妹》開拍 300萬搭建廣記燒臘店
- 2008年8月23日，洪小鈴確認角色為紀祖安
- 2008年8月24日，創下偶像劇開播以來最高平均收視達7.25[2]

## 外部連結
- （繁體中文）《無敵珊寶妹》台視官方網站 （页面存档备份，存于）

## 電視節目的變遷
| 台視主頻 星期日 22:00                    | 台視主頻 星期日 22:00                 | 台視主頻 星期日 22:00 |
| ---------------------------------------- | ------------------------------------- | --------------------- |
|                                          | 無敵珊寶妹 （2008.8.24 - 2008.12.28） |                       |
| 命中注定我愛你 （2008.3.16 - 2008.8.24） | 敗犬女王 （2009.1.4 - 2009.5.31）     |                       |

| 三立都會台 星期六 21:00                  | 三立都會台 星期六 21:00             | 三立都會台 星期六 21:00 |
| ---------------------------------------- | ----------------------------------- | ----------------------- |
|                                          | 無敵珊寶妹 （2008.8.30 - 2009.1.3） |                         |
| 命中注定我愛你 （2008.3.22 - 2008.8.30） | 敗犬女王 （2009.1.10 - 2009.6.6）   |                         |

| 新加坡 星和都會台 星期天 19:00-21:00   | 新加坡 星和都會台 星期天 19:00-21:00       | 新加坡 星和都會台 星期天 19:00-21:00 |
| -------------------------------------- | ------------------------------------------ | ------------------------------------ |
|                                        | 無敵珊寶妹 （2009.03.15 - 2009.06.21）     |                                      |
| 黑糖群俠傳 （2009.01.04 - 2009.03.08） | 王子看見二公主 （2009.06.28 - 2009.09.13） |                                      |

| 香港 無綫劇集台 星期日 19:30 - 21:05    | 香港 無綫劇集台 星期日 19:30 - 21:05 | 香港 無綫劇集台 星期日 19:30 - 21:05 |
| --------------------------------------- | ------------------------------------ | ------------------------------------ |
|                                         | 無敵珊寶妹 （2009.2.1 - 2009.5.10）  |                                      |
| 命中注定我愛你 （2008.9.7 - 2009.1.18） | 敗犬女王 （2009.5.17 - 2009.9.6）    |                                      |

| 中華民國台視綜合台 星期二至六 00:00 - 01:30 | 中華民國台視綜合台 星期二至六 00:00 - 01:30 | 中華民國台視綜合台 星期二至六 00:00 - 01:30 |
| ------------------------------------------- | ------------------------------------------- | ------------------------------------------- |
|                                             | 無敵珊寶妹 （2013.03.12 - 2013.04.06)       |                                             |
| 放羊的星星 （2013.02.05 - 2013.03.09）      | 未定 （2013.04.09 - 2013.)                  |                                             |

| 中国大陆 华娱卫视 星期一~五19：00——21：00 | 中国大陆 华娱卫视 星期一~五19：00——21：00 | 中国大陆 华娱卫视 星期一~五19：00——21：00 |
| ----------------------------------------- | ----------------------------------------- | ----------------------------------------- |
|                                           | 無敵珊寶妹 （2009.2.18 - 2009.4.10）      |                                           |
| —                                         | —                                         |                                           |